# Casa consistorial de Delhi
La casa consistorial de Delhi es un edificio situado en Chandni Chowk, en Delhi. Fue la sede de la Corporación Municipal de Delhi (MCD) desde 1866, durante el Raj británico, hasta finales de 2009, cuando las oficinas se trasladaron al nuevo Centro Cívico MCD en Minto Road, inaugurado formalmente en 2010.

## Historia
La construcción del edificio comenzó en 1860 y finalizó en 1863. Está construido con ladrillos y piedras pintados de amarillo y molduras de piedra blanca tallada. Inicialmente se conocía como Instituto Lawrence y albergó el Delhi College of Higher Studies antes de que el municipio lo comprara por 135.457 rupias indias en 1866. Además de las oficinas gubernamentales, el edificio también tenía una biblioteca y un club europeo.
Originalmente, delante del salón había una estatua de bronce de la reina Victoria. Después de la independencia en 1947, fue reemplazada por una estatua del líder de Arya Samaj, Swami Shraddhanand. La estatua original ahora se encuentra en las instalaciones del College of Art.